# Опониці
Опониці (словац. Oponice) — село, громада округу Топольчани, Нітранський край. Кадастрова площа громади — 12.3 км².
Населення 811 осіб (станом на 31 грудня 2019 року).

## Історія
Опониці згадується 1218 року.

## Населення
| Рік:            | 1994. | 2004.    | 2014.   | 2024.   |
| --------------- | ----- | -------- | ------- | ------- |
| Кількість осіб: | 832   | 917      | 830     | 834     |
| Різниця:        |       | +10,21 % | -9,48 % | +0,48 % |

| Рік:            | 2023. | 2024.   |
| --------------- | ----- | ------- |
| Кількість осіб: | 832   | 834     |
| Різниця:        |       | +0,24 % |